# Burh

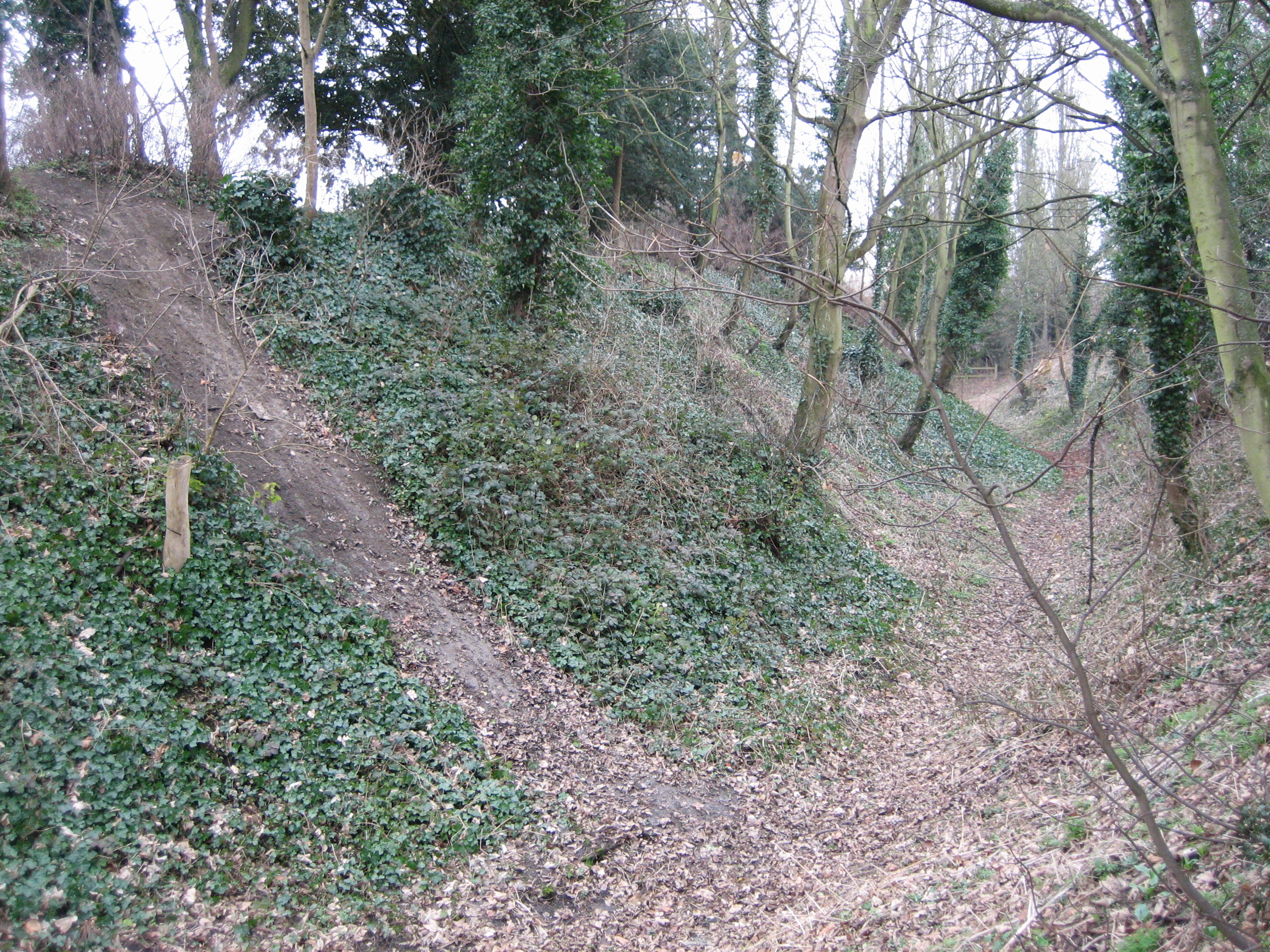
Le mura del burh a Wallingford, nell'Oxfordshire.

Burh è un antico termine anglosassone che indica un sito fortificato.
I confini dei vecchi Burh corrispondono spesso a quelli dei moderni comuni.
Un documento del X secolo oggi conosciuto come il Burghal Hidage (così chiamato nel 1897 da Frederic William Maitland), cita 30 Burh nel Wessex e 3 in Mercia (allora dominio dei re anglosassoni), costruiti per difendere la regione dalle razzie vichinghe. Molti di loro furono fondati da Alfredo il Grande; alcuni su precedenti strutture romane, altri nuovi, anche se qualcuno potrebbe essere stato eretto in seguito. Atelstano d'Inghilterra aveva concesso a questi Burh il diritto di coniare le monete.
I più grandi si trovavano a Winchester, Wallingford e Warwick, mentre quelli di Wallingford e Wareham sono i meglio conservati, con fossati e argini ancora visibili.
È stato stimato che la costruzione dei 3 chilometri di fossato di Wallingford abbia richiesto oltre 120 000 ore totali di lavoro. I Burh avevano solitamente un sistema stradale regolare, alcuni dei quali si sono ben conservati.
I Burhs ebbero anche una funzione secondaria come centri commerciali e a volte anche amministrativi. Le loro fortificazioni furono utilizzate per proteggere le varie zecche reali d'Inghilterra.

## Etimologia
Le due parole in antico inglese, burh e burg erano dei vecchi sviluppi linguistici del termine proto-germanico burg-s, cognato con il verbo berg-an. Sono cognate anche con il termine tedesco burg, in olandese con burcht e in scandinavo con borg. Mentre in inglese moderno il termine ha avuto diversi sviluppi come borough, burg e burgh.
Il termine Byrig era la forma plurale di burh e burg, (in riferimento a forts e fortifications) ed era anche la forma dativa di: "to the fort" e "for the fort". In seguito, la parola ebbe uno sviluppo linguistico in "bury" e "berry", che furono utilizzati per descrivere i manieri, le grandi aziende agricole e gli insediamenti fortificati.

Oltre ai termini inglesi qui descritti, questi nomi furono utilizzati anche per alcuni calchi linguistici e varianti di toponimi nativi, compreso il brittonico dunon e il gallese caer, come ad esempio a Salisbury.

L'autore sconosciuto di Beowulf utilizzava parole come burg, burh e beorh, tutti e tre i termini provenivano dalla stessa radice linguistica, ma avevano tre significati diversi.
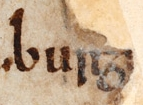
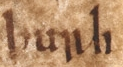
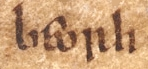

## Storia

Una mappa del Burghal Hidage che mostra i burhs conosciuti del X secolo.

In origine i Burhs furono costruiti come difese militari. Secondo lo storico britannico Henry Royston Loyn, il Burh rappresentava una fase, anche se di vitale importanza, nell'evoluzione del borgo medievale inglese e della città medievale. I confini degli antichi Burhs sono tracciati fino ai confini moderni dei quartieri urbani. La maggior parte di essi furono fondati da Alfredo il Grande in una politica deliberatamente pianificata che fu continuata anche durante i regni dei due suoi figli Edoardo il Vecchio e Ethelfleda (anche il marito di quest'ultima Aethelred contribuì al progetto). Il registro di Mercia riporta della costruzione di dieci Burhs da parte di Ethelfleda, alcuni molto importanti come quelli di Tamworth e Stafford, gli altri ad oggi sono non identificabili.
Alcuni Burhs si basavano su strutture romane costruite durante il periodo della conquista della Britannia. Il re Atelstano concesse ai Burhs il diritto di coniare le monete del regno, mentre nel X e XI secolo con la monetazione al martello, nessuna moneta poteva essere coniata al di fuori di un Burh anglosassone. Questi Burhs furono costruiti per difendere le regioni dalle incursioni vichinghe.
Solamente otto dei Burhs raggiunse lo status comunale nel Medioevo: fra cui Chester, Bridgnorth, Tamworth, Stafford, Hertford, Warwick, Buckingham e Maldon. Si presume che i Burhs siano state le origini della vita urbana in Inghilterra. Nella maggior parte dei casi, la ricostruzione di Alfredo dei Burhs non ha causato nessun cambiamento del nome, così come i siti scelti disponevano già di una sorta di struttura fortificata.

## Progettazione

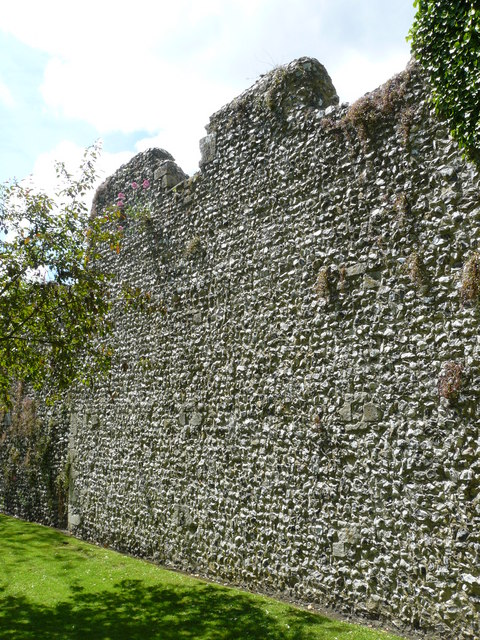
La cinta muraria di un burh. In questo caso, la porzione di mura è di Winchester. Furono effettuati diversi lavori sassoni e medievali sulle fondamenta romane.

I Burhs furono progettati tenendo conto di tre fattori principali, i materiali disponibili in quel dato luogo, le dimensioni dell'insediamento e l'area da difendere.
Spesso il Burh veniva costruito sul luogo che già predisponeva di una base fortificata. A volte, gli anglosassoni riparavano solamente le vecchie mura romane in città come Winchester, Exeter, York, Burgh Castle, Portchester e Dover. In altri momenti, costruivano sul sito di vecchie fortezze dell'età del ferro, come ad esempio a Dover, il quale utilizzarono i vecchi fossati e bastioni.
Tuttavia, gli anglosassoni non sempre utilizzavano le vecchie fortificazioni. Molti dei Burhs costruiti dai sassoni furono dei nuovi siti fortificati, in luoghi strategici come ad esempio sulla costa, vicino a porti o su strade e rotte commerciali. Le città più importanti furono costruite in pianura con una disposizione a pianta rettangolare, come ad esempio Oxford, Wallingford, Cricklade e Wareham.
Solitamente, i Burhs venivano costruiti in primo luogo protetti da una serie di argini e fossati. L'argine veniva tipicamente rivestito in legno refilato. Dopo ciò veniva eretta una palizzata di legno, che arrivava ad un'altezza di 3 m, insieme ad una passerella. In alcune città come Tamworth, i bastioni erano in decadimento, il che significava che il fossato e l'argine presto si sarebbero deteriorati. Per risolvere questo problema, i costruttori anglosassoni rivestirono l'argine in pietra, rafforzando ulteriormente le difese e migliorando anche il loro ciclo di vita.

## Funzione
La funzione principale dei Burhs era quella di fornire una difesa efficace di un porto o di una città, ma anche proteggere le fattorie, i villaggi e i borghi circostanti. Secondo la Cronaca anglosassone, Alfredo fece costruire più di 30 Burhs (stando alla numerazione del Burghal Hidage). Evidentemente, fu intenzione di Alfredo che nessuna fattoria o villaggio inglese fosse più distante di 32 km rispetto al Burh locale. Fece costruire una rete di strade militari ben tenute, conosciute con il nome di herepaths, il quale collegavano i burhs fra di loro, consentendo alla popolazione di spostarsi facilmente in un luogo sicuro. Le herepaths permisero alle truppe di Alfredo di muoversi rapidamente per affrontare il nemico, il che significava che anche i rinforzi potevano arrivare più velocemente da altri Burhs. Secondo Ryan Lavelle, ritiene che ogni Burh aveva sempre a disposizione un'unità a cavallo pronta a intervenire in caso di azioni ostili da parte dei vichinghi. È probabile che ci sia stato un sistema di radiofari sulle colline del Wessex, per avvisare di eventuali attacchi da parte degli invasori. Complessivamente, grazie alle fortificazioni e alle difese dei Burhs, Alfredo fu in grado di rendere difficile ai vichinghi di impadronirsi delle città e dei porti strategicamente importanti.
I Burhs ebbero anche un ruolo secondario come centri economici e porti sicuri in cui il commercio e la produzione potevano prosperare. Armerie, fucine, zecche reali e avamposti commerciali erano tutti situati all'interno di un Burh. Furono utilizzati anche come deposito di rifornimenti per l'esercito sassone quando si trovava in campo di battaglia, garantendo così un continuo approvvigionamento di armi, cavalli freschi e cibo ai soldati anglosassoni.
Durante il regno di Alfredo ci fu una netta distinzione tra il fyrd reale e quello locale. Il fyrd locale era responsabile della costruzione e della difesa del proprio Burh, mentre coloro che facevano parte del fyrd reale stavano sotto la guida direttamente del re.